# Lucia Mannucci
Lucia Mannucci (* 18. Mai 1920 in Bologna; † 7. März 2012 in Mailand) war eine italienische Sängerin und Schauspielerin, die vor allem in den 1940er und 1950er Jahren als weibliche Stimme des Gesangsquartetts Quartetto Cetra erfolgreich war.

## Leben
Lucia Mannucci, die 1941 einen Gesangswettbewerb des Radiosenders EIAR gewann, heiratete 1944 den Komponisten, Arrangeur und Sänger Antonio Virgilio Savona und wurde 1947 Mitglied des von ihm, Felice Chiusano und Giovanni „Tata“ Giacobetti gegründeten Gesangsquartetts Quartetto Cetra, nachdem das vorherige vierte Ensemblemitglied Enrico De Angelis ausgeschieden war. Daneben war sie auch als Solokünstlerin erfolgreich.
In den folgenden Jahren prägte sie als die weibliche Stimme den Musikstil des Quartetts entscheidend mit, der von Jazz bis Rock ’n’ Roll reichte. 1957 nahm die Gruppe unter dem Titel L'orologio matto eine italiensprachige Version von Rock Around the Clock auf, und trug so zur Popularität des Rock ’n’ Roll in Italien bei. Weitere bekannte Lieder des Quartetts dieser Jahre waren Aveva un bavero, Il Visconte di Castelfombrone, Un disco dei Platters, Che centrattacco!!!, Nella vecchia fattoria, Vecchia America, Un bacio a mezzanotte, I ricordi della sera und Troppi affari, cavaliere!, die zum Teil in Zusammenarbeit mit Komponisten und Liedtextern wie Lelio Luttazzi und Gorni Kramer entstanden.
1964 war sie auch als Schauspielerin erfolgreich, besonders durch ihre Rollen in Fernsehverfilmungen bekannter Romane und Klassiker wie Die drei Musketiere, Das scharlachrote Siegel, Odyssee, Der seltsame Fall des Dr. Jekyll und Mr. Hyde sowie Der Graf von Monte Christo für die Fernsehsendung Biblioteca di Studio Uno. Für einige dieser Verfilmungen verfasste sie auch die Drehbücher.
Zuletzt veröffentlichte sie mit ihrem Ehemann Antonio Virgilio Savona die CD Capricci.